# Élections législatives islandaises de 2009
Des élections législatives islandaises anticipées ont eu lieu le 25 avril 2009 pour élire les membres de l'Althing, la chambre unique du parlement de l'Islande. Le scrutin a été organisé à la suite de la chute du gouvernement dirigé par le Parti de l'indépendance (droite), considéré comme responsable de la crise financière islandaise, sous la pression de manifestations d'une ampleur encore jamais vue dans le pays. L'Alliance sociale-démocrate et le Mouvement des verts et de gauche, qui ont formé un gouvernement de coalition intérimaire le temps d'organiser le scrutin, ont remporté une victoire historique, la gauche se retrouvant majoritaire au Parlement pour la première fois dans l'histoire du pays. Le Parti de l'indépendance, au pouvoir depuis 18 ans jusqu'à la démission de son gouvernement en 2009, est rejeté dans l'opposition en perdant un tiers de ses suffrages. La sociale-démocrate Jóhanna Sigurðardóttir, première femme à accéder au poste de Premier ministre, fut confirmée à son poste.

## Contexte

### La crise financière et la chute du gouvernement du Parti de l'indépendance

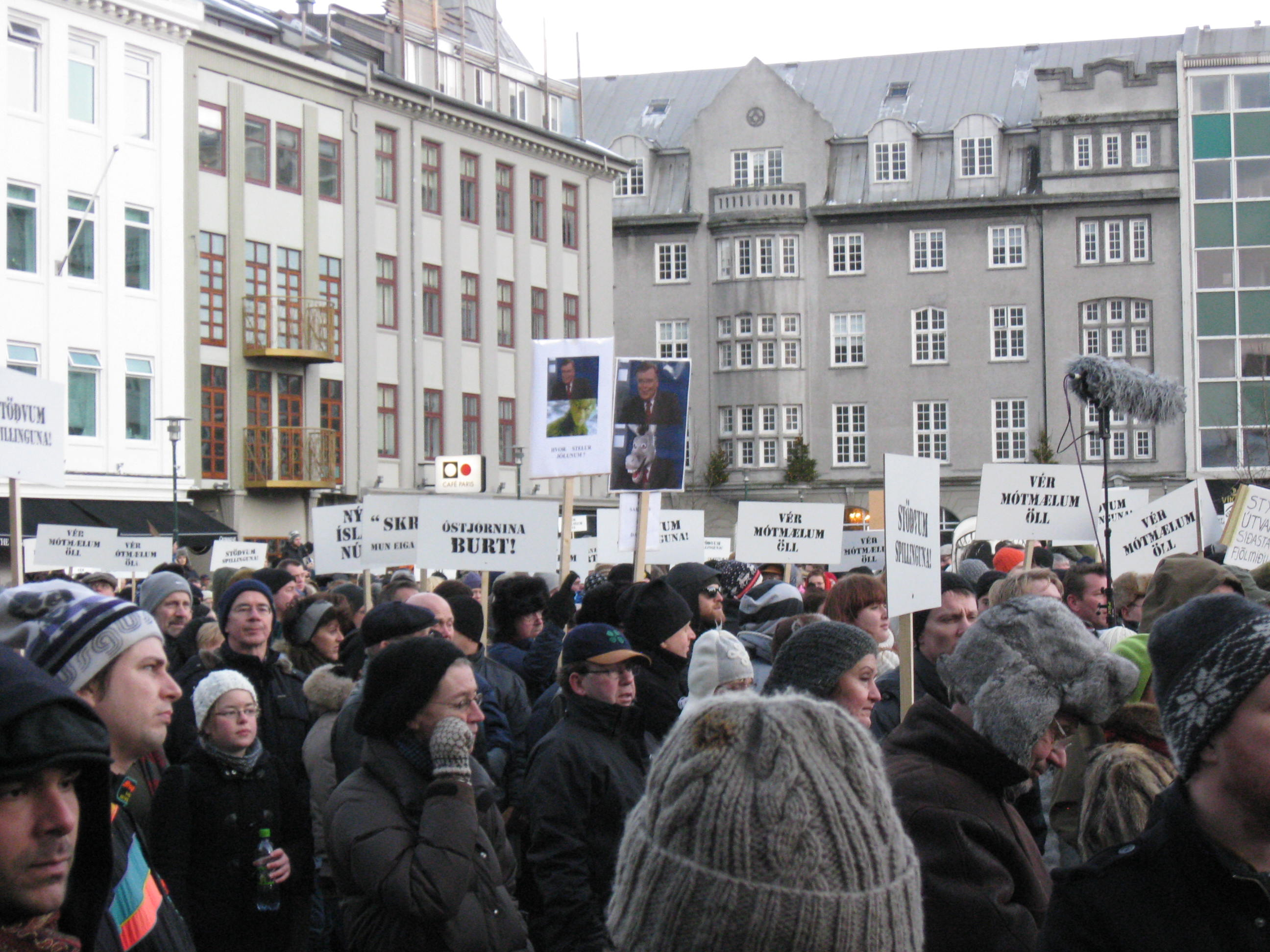
Manifestations devant l'Alþing

Après la faillite des trois banques commerciales islandaises en octobre 2008, conséquence d'une crise financière très mal gérée par le gouvernement dominé par le Parti de l'indépendance alors dirigé par le Premier ministre Geir Haarde, des manifestations hebdomadaires rassemblent un nombre croissant d'islandais devant l'Althing, le parlement monocaméral de l'Islande, débouchant sur la révolution islandaise. La contestation s'amplifie de manière drastique après la rentrée parlementaire de Noël, le 20 janvier 2009 : les manifestants sont de plus en plus nombreux et de plus en plus agressifs, du jamais vu dans ce pays de quelque 319 000 habitants. Malgré l'annonce d'élections anticipées le 23 janvier 2009, des manifestants continuèrent à descendre dans la rue. Après l'annonce de la démission et du retrait de la vie politique du Premier ministre Haarde le 26 janvier 2009, en raison d'un cancer de l'œsophage, le Gouvernement démissionna à la suite de l'échec des discussions sur le maintien du Gouvernement constitué par le Parti de l'indépendance et l'Alliance sociale-démocrate, qui formaient la coalition gouvernementale.

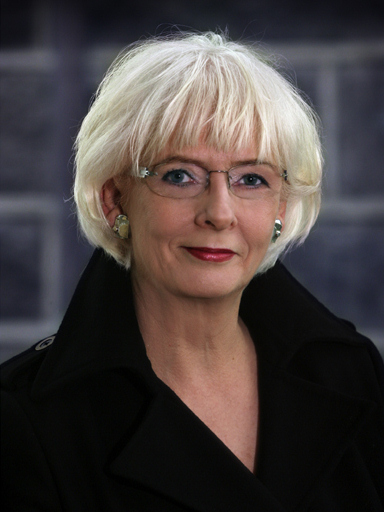
Portrait officiel de Jóhanna Sigurðardóttir

Après consultation auprès des différents partis politiques représentés à l'Althing, le Président de la République Ólafur Ragnar Grímsson demande à l'Alliance de former un gouvernement minoritaire, avec la participation du Mouvement des verts et de gauche et le soutien ponctuel des centristes du Parti du Progrès et du Parti libéral, en attendant les prochaines élections législatives. Jóhanna Sigurðardóttir, leader de l'Alliance, qui était Ministre des affaires sociales, devient alors la première femme Premier ministre du pays.
La date des élections anticipées a brièvement été un point d'achoppement entre les partenaires de coalition. Les sociaux-démocrates voulaient opter pour le 9 mai, les verts de gauche préférant une date aux alentours de début avril. La position intermédiaire du Parti progressiste, le 25 avril, a finalement été adoptée. Les trois partis conviennent également d'attribuer à la nouvelle assemblée un mandat constituant pour discuter des modifications à apporter à la constitution islandaise. Soutenue par les sociaux-démocrates mais rejetée par les Verts de gauche, la question de l'organisation d'un référendum sur l'adhésion de l'Islande à l'Union européenne n'a pas été retenue.

### Nouveaux dirigeants, nouveaux partis
Ingibjörg Sólrún Gísladóttir, leader de l'Alliance, annonce, le 1er mars 2009, qu'elle entend rester à la tête de son parti et conserver son poste de députée, mais que la candidate au poste de Premier ministre demeurait Jóhanna Sigurðardóttir. Mais le 8 mars, après avoir déclaré que son état de santé était susceptible de ne pas lui permettre d'être à la hauteur des nouveaux enjeux, elle abandonne finalement ces deux fonctions, son successeur devant être désigné à l'occasion du congrès de l'Alliance des 27, 28 et 29 mars 2009. Jóhanna Sigurðardóttir, qui avait auparavant déclaré qu'elle ne voulait pas prendre la tête de l'Alliance, a été incitée par plusieurs membres du parti à changer d'avis à la mi-mars. Elle a finalement été élue à ce poste, comme prévu, avec une forte majorité de 97 % des voix. Donné perdant par les sondages, le Mouvement islandais a profité de ce congrès pour se dissoudre dans l'alliance. Peu de temps avant l'élection, Jóhanna Sigurðardóttir déclare que sa priorité, en cas de confirmation de son gouvernement, serait l'adhésion à l'Union européenne (elle a affirmé être certaine qu'il y aurait un accord avec le Mouvement des verts et de gauche, qui y est, en principe, hostile, sur la question l'adhésion à l'Union européenne), et s'est fixé pour objectif l'adoption de l'euro par l'Islande dans un délai de quatre ans.
À l'occasion de son propre congrès organisé simultanément, le Parti de l'indépendance décide de prendre position en faveur de l'adhésion de l'Islande à l'Union européenne et réclame à ce titre deux référendums relatifs à la question, l'un sur l'engagement de discussion avec l'Union européenne d'ici l'été 2010, et l'autre sur l'adhésion effective après aboutissement des négociations. Bjarni Benediktsson a pris la tête du parti avec 58 % des voix face à Kristján Þór Júlíusson, qui a obtenu 40 %. Une semaine avant l'élection, le Parti de l'indépendance affirme prendre position en faveur de l'entrée de l'Islande dans la zone euro.
Le Parti du progrès, parti centriste et agrarien, présente au poste de Premier ministre, Sigmundur Davíð Gunnlaugsson. Le Parti libéral, ancien partenaire de coalition du Parti de l'indépendance passé dans l'opposition à la vue de ses mauvais résultats lors des élections législatives de 2007, était à nouveau en lice. Deux nouveaux participent également à l'élection. Le Mouvement pour la démocratie de Herbert Sveinbjörnsson présente un programme populiste fondé sur la question de la réforme de l'État. Le nouveau Mouvement des citoyens de Thor Saari réclame, quant à lui, l'abolition de l'indexation des emprunts et le vote d'un l'allègement des dettes des ménages. Il devient peu après Le Mouvement en perdant un de ses quatre députés.

## Mode de scrutin

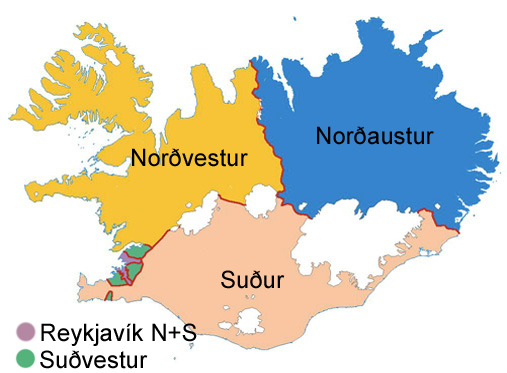
Les 6 circonscriptions islandaises

Les membres de l'Althing sont élus au scrutin proportionnel plurinominal. L'Islande est divisée en 6 circonscriptions électorales (Norðausturkjördæmi (Nord-est), Norðvesturkjördæmi (Nord-ouest), Reykjavíkurkjördæmi norður (Reykjavik nord), Reykjavíkurkjördæmi suður (Reykjavik sud), Suðurkjördæmi (Sud) et Suðvesturkjördæmi (Sud-ouest)), et dans chacune de ces circonscriptions, chaque parti propose une liste de candidats aux électeurs. Les électeurs votent pour un parti. Puis les sièges sont attribués aux différents partis proportionnellement au nombre de voix qu'ils ont obtenues. Les candidats élus sont pris dans les listes dans leur ordre d'apparition. Pour siéger à l'Alþing, il faut recueillir au moins 5 % des voix dans une circonscription.

## Résultats

### Résultats nationaux
|                        |                                      |         |       |       |        |               |  |  |  |
| Partis                 | Partis                               | Voix    | %     | +/−   | Sièges | +/−           |  |  |  |
|                        | L'Alliance (S)                       | 55 758  | 29,79 | 3,03  | 20     | 2             |  |  |  |
|                        | Parti de l'indépendance (D)          | 44 371  | 23,70 | 12,94 | 16     | 9             |  |  |  |
|                        | Mouvement des verts et de gauche (V) | 40 581  | 21,68 | 7,33  | 14     | 5             |  |  |  |
|                        | Parti du progrès (B)                 | 27 699  | 14,80 | 3,08  | 9      | 2             |  |  |  |
|                        | Mouvement des citoyens (O)           | 13 519  | 7,22  | Nv.   | 4      | 4             |  |  |  |
|                        | Parti libéral (F)                    | 4 148   | 2,22  | 5,04  | 0      | 4             |  |  |  |
|                        | Mouvement pour la démocratie (P)     | 1 107   | 0,59  | Nv.   | 0      | en stagnation |  |  |  |
|                        |                                      |         |       |       |        |               |  |  |  |
| Votes valides          | Votes valides                        | 187 183 | 96,50 |       |        |               |  |  |  |
| Votes blancs et nuls   | Votes blancs et nuls                 | 6 792   | 3,50  |       |        |               |  |  |  |
| Total                  | Total                                | 193 975 | 100   | –     | 63     | en stagnation |  |  |  |
| Abstentions            | Abstentions                          | 33 868  | 14,86 |       |        |               |  |  |  |
| Inscrits/Participation | Inscrits/Participation               | 227 843 | 85,14 |       |        |               |  |  |  |

### Analyse des résultats
Avec une participation en hausse atteignant plus de 85 % des inscrits, le scrutin a fortement mobilisé l'électorat islandais.
C'est une très nette victoire pour le gouvernement sortant : l'Alliance et les VG obtiennent ensemble la majorité absolue des suffrages exprimés et des sièges de l'Alþing. C'est la première fois dans toute l'histoire du pays que la gauche parvient à obtenir de tels résultats. Cette victoire est essentiellement due à la très forte percée des VG, l'Alliance réalisant une progression nettement moindre. Les VG s'imposent très nettement comme la première force politiques des zones rurales du nord du pays, et arrivent en seconde position derrière l'Alliance à Reykjavik. Outre la capitale, l'Alliance est arrivée en tête dans le sud, mais peine encore à percer dans le nord où sa progression est faible. Les deux partis ont immédiatement formé un nouveau gouvernement majoritaire, toujours sous la direction de Jóhanna Sigurðardóttir.
Les composantes de l'ancien gouvernement ont été lourdement sanctionnées. Avec moins de 24 % des suffrages exprimés, le Parti de l'indépendance obtient un résultat historiquement faible, et rétrograde en seconde position pour la première fois depuis sa participation aux élections. Il est devancé dans toutes les circonscriptions excepté Norðvesturkjördæmi, où les VG le talonne et le devance en nombre d'élus. L'effondrement du Sja est très sensible à Reykjavik et sa banlieue, mais nettement moins prononcé dans les zones rurales du nord et du sud. Quant au Parti libéral, il perd plus des deux tiers de ses électeurs et tous ses élus. Cette déroute des deux partis de droite semble avoir profité aux centristes du Parti du progrès, qui progresse sensiblement par rapport à 2007. Le Parti du progrès a d'ailleurs gagné plus de voix dans la capitale et ses alentours que dans les zones rurales où il est traditionnellement bien implanté.
Cette élection est aussi une victoire pour le nouveau Mouvement des citoyens, qui parvient à obtenir quatre élus. L'essentiel de son électorat est localisé dans la zone urbaine. Sa poussée est beaucoup plus faible en zone rurale, particulièrement dans le nord du pays.

## Composition de l'Althing

### Membres de l'Althing
| Reykjavíkurkjördæmi norður | Reykjavíkurkjördæmi suður | Suðvesturkjördæmi | Norðvesturkjördæmi | Norðausturkjördæmi | Suðurkjördæmi |
| --- | --- | --- | --- | --- | --- |
| 1. Jóhanna Sigurðardóttir (Sam) 2. Katrín Jakobsdóttir (Vg) 3. Illugi Gunnarsson (Sja) 4. Helgi Hjörvar (Sam) 5. Árni Þór Sigurðsson (Vg) 6. Valgerður Bjarnadóttir (Sam) 7. Pétur H. Blöndal (Sja) 8. Sigmundur Davíð Gunnlaugsson (Fram) 9. Þráinn Bertelsson (Mc) Álfheiður Ingadóttir (Vg) Steinunn Valdís Óskarsdóttir (Sam) | 1. Össur Skarphéðinsson (Sam) 2. Guðlaugur Þór Þórðarson (Sja) 3. Svandís Svavarsdóttir (Vg) 4. Sigríður Ingibjörg Ingadóttir (Sam) 5. Ólöf Nordal (Sja) 6. Lilja Mósesdóttir (Vg) 7. Skúli Helgason (Sam) 8. Vigdís Hauksdóttir (Fram) 9. Birgitta Jónsdóttir (Mc) Ásta Ragnheiður Jóhannesdóttir (Sam) Birgir Ármannsson (Sja) | 1. Árni Páll Árnason (Sam) 2. Bjarni Benediktsson (Sja) 3. Guðfríður Lilja Grétarsdóttir (Vg) 4. Katrín Júlíusdóttir (Sam) 5. Þorgerður Katrín Gunnarsdóttir (Sja) 6. Siv Friðleifsdóttir (Fram) 7. Þórunn Sveinbjarnardóttir (Sam) 8. Ragnheiður Ríkharðsdóttir (Sja) 9. Þór Saari (Mc) 10. Ögmundur Jónasson (Vg) Magnús Orri Schram (Sam) Jón Gunnarsson (Sja) | 1. Ásbjörn Óttarsson (Sja) 2. Jón Bjarnason (Vg) 3. Guðbjartur Hannesson (Sam) 4. Gunnar Bragi Sveinsson (Fram) 5. Einar K. Guðfinnsson (Sja) 6. Lilja Rafney Magnúsdóttir (Vg) 7. Ólína Þorvarðardóttir (Sam) 8. Guðmundur Steingrímsson (Fram) Ásmundur Einar Daðason (Vg) | 1. Steingrímur J. Sigfússon (Vg) 2. Birkir Jón Jónsson (Fram) 3. Kristján L. Möller (Sam) 4. Kristján Þór Júlíusson (Sja) 5. Þuríður Backman (Vg) 6. Höskuldur Þór Þórhallsson (Fram) 7. Sigmundur Ernir Rúnarsson (Sam) 8. Björn Valur Gíslason (Vg) 9. Tryggvi Þór Herbertsson (Sja) Jónína Rós Guðmundsdóttir (Sam) | 1. Björgvin G. Sigurðsson (Sam) 2. Ragnheiður Elín Árnadóttir (Sja) 3. Sigurður Ingi Jóhannsson (Fram) 4. Atli Gíslason (Vg) 5. Oddný G. Harðardóttir (Sam) 6. Árni Johnsen (Sja) 7. Eygló Þóra Harðardóttir (Fram) 8. Róbert Marshall (Sam) 9. Unnur Brá Konráðsdóttir (Sja) Margrét Tryggadóttir (Mc) |
| Key: Sam = Alliance; Sja = Parti de l'indépendance; Vg = Mouvement des verts et de gauche; Fram = Parti du progrès; Mc = Mouvement des citoyens. | | | | | |

## Sondages
| Parti                            | 22 janvier | 24 janvier | 1er février | 13 février | 27 février | 5 mars | 13 mars | 19 mars | 26 mars | 27 mars | 2 avril | 9 avril | 16 avril | 20 avril | 22 avril |
| -------------------------------- | ---------- | ---------- | ----------- | ---------- | ---------- | ------ | ------- | ------- | ------- | ------- | ------- | ------- | -------- | -------- | -------- |
| Borgarahreyfingin                |            |            |             |            |            |        | 0,4 %   | 2,5 %   | 2,7 %   | 3,4 %   | 3,0 %   | 3,6 %   | 4,4 %    | 7,0 %    | 6,2 %    |
| Parti du progrès (Islande)       | 17 %       | 16,8 %     | 15 %        | 14,9 %     | 12,8 %     | 12,6 % | 12,6 %  | 11,3 %  | 7,5 %   | 12,5 %  | 10,7 %  | 9,8 %   | 11,1 %   | 11,8 %   | 12,7 %   |
| Parti libéral                    | 3 %        | 3,7 %      | 3 %         | 1,5 %      | 2,9 %      | 2,1 %  | 1,6 %   | 1,3 %   | 1,8 %   | 1,2 %   | 1,4 %   | 1,1 %   | 2 %      | 1,1 %    | 1,0 %    |
| L-listinn                        |            |            |             |            |            |        | 1,7 %   | 1,9 %   | 1,2 %   | 1,9 %   | 1,5 %   |         |          |          |          |
| Mouvement islandais              | 2,2 %      |            | 3 %         | 0,4 %      |            | 2 %    | 0,9 %   |         |         |         |         |         |          |          |          |
| Alliance                         | 16,7 %     | 19,2 %     | 22 %        | 24,1 %     | 31,1 %     | 27,5 % | 28,3 %  | 31,2 %  | 31,7 %  | 30 %    | 29,4 %  | 32,6 %  | 30,7 %   | 30,5 %   | 28,4 %   |
| Parti de l'indépendance          | 24,3 %     | 22,1 %     | 24 %        | 29 %       | 26 %       | 29 %   | 28,8 %  | 26,5 %  | 29,1 %  | 24,4 %  | 25,4 %  | 25,7 %  | 23,3 %   | 22,9 %   | 23,7 %   |
| Mouvement des verts et de gauche | 28,5 %     | 32,6 %     | 30 %        | 23,4 %     | 24,6 %     | 25,9 % | 25,7 %  | 24,6 %  | 25,8 %  | 26,2 %  | 27,7 %  | 26 %    | 28,2 %   | 25,9 %   | 27,7 %   |
| Lýðræðishreyfingin               |            |            |             |            |            |        |         |         |         |         |         |         | 0,4 %    | 0,8 %    | 0,3 %    |
| Autres                           | 8 %        |            | 4 %         | 6,6 %      |            | 0,9 %  |         | 0,8 %   |         | 0,3 %   | 0,9 %   | 1,0 %   |          |          |          |